# Journal de Mathématiques Pures et Appliquées

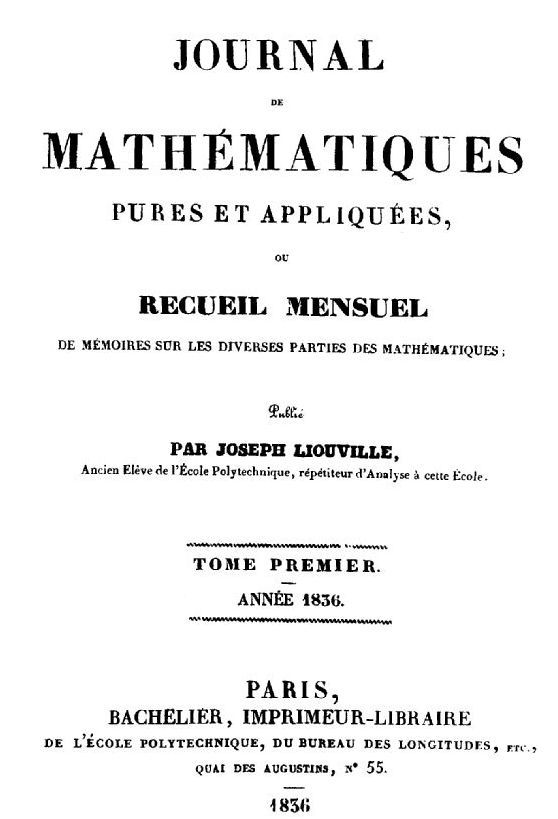
Första årsvolymens/bandets titelsida (1836).

Journal de Mathématiques Pures et Appliquées ("Tidskrift för ren och tillämpad matematik") är en fransk matematiktidskrift som är den näst äldsta matematiktidskriften som fortfarande (2025) utges. Den grundades 1836 av Joseph Liouville som en ersättning för och fortsättning på Gergonnes Annales de Mathématiques Pures et Appliquées som lagts ner 1831, och kallas även för Journal de Liouville, "Liouvilles Journal" (i analogi med, och som åtskillnad mot Crelles Journal – som annars har precis samma namn, fast på tyska).
Den utges sedan 1997 av Elsevier – dessförinnan av Gauthier-Villars (som 1864 köpte den första utgivarens, [Mallet–]Bachelier, tryckeri- och bokhandelsverksamhet). Från starten gavs den ut som månadsvisa häften på 32 eller 40 sidor i kvartoformat, vilka sedan även bands ihop till årsvolymer – band.